# 2010年代中華電視公司戲劇節目列表
以下列表收錄中華電視公司（簡稱：華視）2010年～2019年播映過的電視劇。
本表僅以首播（第一次播出）的為準，如有沒列出的，為再度播出或改播其他類型節目。除了收錄自製劇外，也含收錄外購劇（大陸劇、日韓劇、歐美影集等）。但常播出的像是：歌仔戲、京劇、類戲劇、電視電影則不收錄。

## 播出頻道

### 華視主頻

#### 八點檔
| 年份   | 首播期間                 | 劇名                | 集數 | 演員 | 網站                        |
| 2010年 | 2月1日 - 3月4日          | 笑傲江湖            | 20   | 李亚鹏、許晴、苗乙乙、李解、茅威涛、巍子、呂曉禾、孫海英、陳麗峰、巴音額日樂、臧金生、李幸芷 |                             |
| 2010年 | 3月8日 - 4月12日         | 射鵰英雄傳          | 21   | 李亚鹏、周迅、蒋勤勤、曹培昌、尤勇、孫海英、周浩東、修慶、趙亮、丁海峰、李彧、王卫国、巴森、阿斯茹 | 網站 （页面存档备份，存于） |
| 2010年 | 4月13日 - 5月17日        | 天龍八部            | 20   | 胡軍、劉濤、高虎、林志穎、刘亦菲、陳好、楊蕊、蔣欣、修慶、馬渝柯、巴音額日樂、湯鎮宗、鍾麗緹、高遠 | 網站                        |
| 2010年 | 5月18日 - 6月21日        | 天師鍾馗            | 20   | 歐陽震華、劉紅雨、李立、茹艾萍、周紹棟 | 網站 （页面存档备份，存于） |
| 2010年 | 6月20日 - 8月30日        | 帶子英雄            | 40   | 李李仁、張鳳書、藍愛子、張本渝、關德輝、檢場、楊麗音、朱陸豪、林嘉俐、謝其文、謝麗金、李運慶 | 網站 （页面存档备份，存于） |
| 2010年 | 8月31日 - 9月21日        | 張小五的春天        | 13   | 闫妮、立威廉、劉佳、李逸朗、苗洛依、王大治 | 網站                        |
| 2010年 | 9月21日 - 10月27日       | 老大的幸福          | 21   | 范伟、孫甯、周浩東、李威、何江、周知、孟广美、熊俊豪、賈雨嵐 | 網站                        |
| 2011年 | 4月12日 - 7月22日        | 艋舺燿輝            | 73   | 李威、張勛傑、李運慶、林逸欣、梁又琳、祝釩剛、丫子、蔡振南、黃文星、李㼈、謝瓊煖、長青、陳瓊美 | 網站 （页面存档备份，存于） |
| 2011年 | 7月25日 - 10月4日        | 新還珠格格          | 52   | 李晟、海陸、張睿、李佳航、高梓淇、趙麗穎、潘傑明、邱心志、鄧萃雯、方青卓、劉曉曄、劉雪華、莊慶寧、孫耀琦 | 網站 （页面存档备份，存于） |
| 2012年 | 1月25日 - 2月28日        | 包青天之碧血丹心    | 20   | 金超群、何家勁、范鴻軒、龍隆、王皓、王莎莎 | 網站 （页面存档备份，存于） |
| 2012年 | 2月29日 - 3月19日        | 包青天之七俠五義    | 11   | 金超群、何家勁、范鴻軒、江宏恩、陳浩民、王莎莎 | 網站 （页面存档备份，存于） |
| 2012年 | 3月20日 - 5月21日        | 後宮甄嬛傳          | 38   | 孫儷、陳建斌、蔡少芬、劉雪華、李天柱、蔣欣、李東學、陶昕然 | 網站 （页面存档备份，存于） |
| 2012年 | 5月22日 - 6月14日        | 唐宮美人天下        | 18   | 張庭、明道、李小璐、何晟铭、楊冪、張晨光、何賽飛、鄭國霖、周牧茵、呂佳容、佟麗婭、曹曦文、熊乃瑾、洪欣 | 網站 （页面存档备份，存于） |
| 2012年 | 6月14日 - 7月17日        | 薛平貴與王寶釧      | 24   | 陳浩民、宣萱、馨子、夏台鳳、鄭希怡、葉祖新、薛浩、張詠棋、陳怡真、婁亞江、陳為民、廖麗君 | 網站 （页面存档备份，存于） |
| 2012年 | 9月6日 - 10月2日         | 宮鎖珠簾            | 19   | 袁姍姍、何晟铭、杜淳、張嘉倪、舒暢、王陽、楊蓉、恬妞、海陸、孫菲菲、趙麗穎、白冰 | 網站 （页面存档备份，存于） |
| 2012年 | 10月2日 - 10月25日       | 鎖夢樓              | 17   | 馬雅舒、謝祖武、高雲翔、楊蓉、江淑娜 | 網站 （页面存档备份，存于） |
| 2012年 | 10月29日 - 11月23日      | 包青天之開封奇案    | 20   | 金超群、何家勁、王莎莎、范鴻軒、王皓、龍隆、何中華、崔波、佘南南 | 網站 （页面存档备份，存于） |
| 2013年 | 1月29日 - 3月8日         | 軒轅劍之天之痕      | 30   | 胡歌、蔣勁夫、刘诗诗、唐嫣、古力娜扎、林更新、鄭佩佩、叶童、吳啟華、高雄、馬天宇、叶青、巴森、趙毅、李呈媛、呂一、王春元、黃瀛漩 | 網站 （页面存档备份，存于） |
| 2013年 | 3月11日 - 4月22日        | 隋唐演義            | 31   | 严屹宽、姜武、张翰、王宝强、富大龍、陳昊、斯琴高娃、王力可、甘婷婷、白冰、唐藝昕、宋佳、周放、肖榮生、湯鎮業、徐少強 | 網站 （页面存档备份，存于） |
| 2013年 | 4月23日 - 5月16日        | 英雄                | 18   | 鄭嘉穎、朱孝天、謝天華、穎兒、陳翔 | 網站 （页面存档备份，存于） |
| 2013年 | 5月17日 - 6月12日        | 王者清風            | 19   | 何晟铭、湯鎮業、湯鎮宗、蔣夢婕、高洋、馬文龍 | 網站 （页面存档备份，存于） |
| 2013年 | 6月12日 - 7月10日        | 傾城絕戀            | 21   | 李晟、何晟铭、田家達、王珂 | 網站 （页面存档备份，存于） |
| 2013年 | 7月11日 - 8月8日         | 新白髮魔女傳        | 42   | 吳奇隆、马苏、樊少皇、郭珍霓、李解、劉思彤 | 網站 （页面存档备份，存于） |
| 2013年 | 8月9日 - 10月9日         | 陸貞傳奇            | 45   | 趙麗穎、陈晓、喬任梁、唐藝昕、李依晓、楊蓉、李彦希、劉雪華、張可頤 | 網站 （页面存档备份，存于） |
| 2013年 | 10月10日 - 11月13日      | 花非花霧非霧        | 40   | 張睿、李晟、朱鎮模、林心如、姚元浩、萬茜、楊紫、劉德凱、方青卓 | 網站 （页面存档备份，存于） |
| 2014年 | 5月7日 - 10月6日         | 天下第一味（Part1） | 140  | 陳昭榮、周幼婷、葉全真、廖峻、狄鶯、石峰、徐貴櫻、趙永馨、陳霆、苗可麗、楊慶煌、連靜雯、王耀慶、謝麗金、林佑星 | 網站 （页面存档备份，存于） |
| 2014年 | 11月26日 - 12月30日      | 咱們結婚吧          | 50   | 高圆圆、黃海波、徐松子、張凱麗、傅迦、柳岩 | 網站 （页面存档备份，存于） |
| 2015年 | 3月18日 - 6月19日        | 愛你沒條件          | 71   | 江祖平、江宏恩、阿布、郭子乾、王淑娟、王彩樺、張瓊姿、陳威翰、蕭昊祥、林可唯、謝金晶、丁力祺、張文綺、蔡承融、車軒、龍天翔 | 網站 （页面存档备份，存于） |
| 2015年 | 6月22日 - 8月14日        | 千金女賊            | 41   | 唐嫣、劉愷威、楊蓉、楊祐寧 | 網站 （页面存档备份，存于） |
| 2015年 | 8月17日 - 9月15日        | 錦繡緣華麗冒險      | 40   | 黄晓明、陳喬恩、喬任梁、呂佳容、謝君豪、戚跡 | 網站 （页面存档备份，存于） |
| 2015年 | 9月16日 - 10月9日        | 抓住彩虹的男人      | 35   | 劉愷威、鄭爽、李東學、張芷溪 | 網站 （页面存档备份，存于） |
| 2015年 | 10月12日 - 11月3日       | 杉杉來了            | 33   | 張翰、趙麗穎、黃明、李呈媛、張楊果而、百克力 | 網站 （页面存档备份，存于） |
| 2015年 | 11月3日 - 2016年1月20日  | 瑯琊榜              | 54   | 胡歌、王凱、黃維德、吳磊、高鑫、劉濤、陳龍 | 網站 （页面存档备份，存于） |
| 2016年 | 2月15日 - 3月9日         | 謝謝你曾經愛過我    | 34   | 趙薇、庹宗華、周一圍、秦海璐、潘虹、任偉 | 網站 （页面存档备份，存于） |
| 2016年 | 4月4日 - 6月17日         | 羋月傳              | 81   | 孫儷、方中信、黃軒、高雲翔、劉濤、马苏 | 網站 （页面存档备份，存于） |
| 2016年 | 6月20日 - 7月29日        | 火車情人            | 30   | 李天柱、張書豪、孟耿如、安唯綾、應采靈、岳庭 | 網站 （页面存档备份，存于） |
| 2016年 | 8月1日 - 9月20日         | 海海人生            | 38   | 六月、阿本、張勛傑、李沛旭 | 網站 （页面存档备份，存于） |
| 2016年 | 12月26日 - 2017年1月25日 | W－兩個世界         | 24   | 李鍾碩、韓孝周 | 網站 （页面存档备份，存于） |
| 2017年 | 4月12日 - 7月4日         | 我的極品男友        | 60   | 林佑威、黃騰浩 、簡宏霖、連俞涵、林逸欣、林可彤 | 網站 （页面存档备份，存于） |
| 2017年 | 7月5日 - 9月20日         | 女人30情定水舞間    | 55   | 李維維、洪小鈴、小薰、唐禹哲、邱凱偉、張翰 | 網站 （页面存档备份，存于） |
| 2017年 | 9月21日 - 10月6日        | 後山日先照          | 12   | 張美瑤、梁修身、江祖平、林健寰、龍天翔、柯淑勤、傅子純、蔡阿炮、秀蘭瑪雅、內田忠克 | 網站 （页面存档备份，存于） |
| 2017年 | 10月9日 - 10月23日       | 家                  | 11   | 梁修身、張美瑤、張瓊姿、霍正奇、劉至翰、梁家榕、和家馨、何豪傑 | 網站 （页面存档备份，存于） |
| 2017年 | 10月24日 - 2018年1月15日 | 春風愛河邊          | 60   | 李政穎、張瓊姿、林玟誼、王凱、黃玉榮、王宇婕、吳鈴山、鄭仲茵、星卉、林義芳、劉曉憶、林宜禾、吳政迪 | 網站 （页面存档备份，存于） |
| 2018年 | 1月16日 - 5月24日        | 夜市人生            | 91   | 陳美鳳、蕭大陸、張瓊姿、倪齊民、張晨光、澎恰恰、鄭仲茵、雷洪 | 網站 （页面存档备份，存于） |
| 2018年 | 6月5日 - 7月2日          | 莫非，這就是愛情    | 19   | 唐禹哲、李佳穎、簡宏霖、王思平 | 網站 （页面存档备份，存于） |
| 2018年 | 7月3日 - 7月26日         | HIStory             | 11   | - 7月3日《著魔》 何林駿、任祐成、陳沂 - 7月17日《是非》 江常輝、張行、蘇育惟、初孟軒、葉翊恩、康茵茵 - 7月20日《越界》 范少勳、盧彥澤、楊孟霖、施柏宇 - 7月25日《My Hero》 賴東賢、林映唯、蔣昀霖、林鶴軒 - 7月26日《離我遠一點》 宋柏緯、吳珝陽、焦曼婷 | 網站 （页面存档备份，存于） |
| 2018年 | 7月30日 - 8月21日        | 搖滾畢業生          | 17   | 偉晉、吳心緹、邱鋒澤、陳大天、林彥君、林子珊 | 網站 （页面存档备份，存于） |
| 2018年 | 12月10日 - 12月25日      | 紡綞蟲的記憶        | 13   | 莊凱勛、柴本幸、金子昇、瑤涵沂 | 網站 （页面存档备份，存于） |
| 2019年 | 4月1日 - 5月23日         | 就是要你愛上我      | 39   | 炎亞綸、郭雪芙、藤岡靛、林珈安、王凱蒂 | 網站 （页面存档备份，存于） |
| 2019年 | 6月19日 - 7月18日        | 姊的時代            | 21   | 鍾瑶、吳思賢、藍鈞天、林昀希、潘慧如、李運慶、朱芷瑩、吳定謙 | 網站 （页面存档备份，存于） |
| 2019年 | 7月18日 - 8月19日        | 鬥陣來鬧熱          | 45   | 王彩樺、方駿、許富凱、何蓓蓓 | 網站 （页面存档备份，存于） |

#### 九點檔
| 年份   | 首播期間            | 劇名                       | 集數 | 演員                                           | 網站                        |
| 2017年 | 4月12日 - 5月10日   | 1989一念間                 | 21   | 蔡黃汝、張立昂、邵雨薇、孫沁岳、楊鎮、張捷     | 網站 （页面存档备份，存于） |
| 2017年 | 5月11日 - 6月9日    | 料理高校生                 | 22   | 林予晞、李國毅、周群達、雷瑟琳                 | 網站 （页面存档备份，存于） |
| 2017年 | 6月12日 - 7月5日    | 飛魚高校生                 | 18   | 王傳一、魏蔓、張雁名、袁詠琳                   | 網站 （页面存档备份，存于） |
| 2017年 | 7月6日 - 8月18日    | 極品絕配                   | 32   | 吳慷仁、邵雨薇、陳乃榮、吳思賢、小蠻、劉書宏   | 網站 （页面存档备份，存于） |
| 2019年 | 10月29日 - 12月18日 | 守著陽光守著你（2019年版） | 30   | 李千那、吳品潔、是元介、潘柏希、何紫妍、陳大天 | 網站 （页面存档备份，存于） |

#### 十點檔

##### 平日
| 年份   | 首播期間               | 劇名           | 集數 | 演員                                                                                             | 網站                        |
| 2010年 | 10月4日 - 2011年3月7日 | 松藥局的兒子們 | 90   | 孫賢周、朴宣暎、李必模、裕善、韓尚進、柳河娜、池昌旭、宋恩彩                                     | 網站                        |
| 2013年 | 4月29日 - 6月12日      | 回家           | 33   | 周渝民、張鈞甯、王學圻、楊貴媚、龍劭華、柯淑勤、李李仁、李國毅、葛蕾、閻娜、張晨光、九孔、王少偉 | 網站 （页面存档备份，存于） |
| 2014年 | 6月4日 - 9月11日       | 奇皇后         | 72   | 河智苑、池昌旭、朱鎮模                                                                           | 網站 （页面存档备份，存于） |
| 2014年 | 9月15日 - 10月6日      | 一代名妓黃真伊 | 32   | 河智苑、王嬪娜、金姈愛、柳太準、張根碩、金載沅                                                   | 網站 （页面存档备份，存于） |

##### 週五
| 年份   | 首播期間           | 劇名             | 集數 | 演員                                                                                                 | 網站                        |
| 2010年 | 2月5日 - 6月18日   | 熊貓人           | 20   | 周杰倫、詹宇豪、宋健彰、江語晨、唐嫣、王晶、郭堯中、田京泉、李國修                                   | 網站 （页面存档备份，存于） |
| 2010年 | 7月16日 - 10月22日 | 我的排隊情人     | 15   | 高以翔、陳庭妮、藍鈞天、宋紀妍、龍隆、王靜瑩、那維勳、楊銘威、鄒宗瀚、陳妍汝                         | 網站 （页面存档备份，存于） |
| 2011年 | 6月17日 - 11月11日 | 拜金女王         | 22   | 熊黛林、吳建豪、陳曉東、江語晨、張懷秋、陳庭妮、那維勳、孟凡貴、林美秀、屈中恆、何文輝、陳亦飛       | 網站 （页面存档备份，存于） |
| 2014年 | 4月18日 - 10月10日 | 巷弄裡的那家書店 | 25   | 李威、謝欣穎、黃鴻升、王樂妍、周采詩、李依瑾、張翰                                                   | 網站 （页面存档备份，存于） |
| 2015年 | 8月21日 - 8月28日  | 落日             |      | 朱陸豪、單承矩、樓學賢、鄧九雲、張書偉、高英軒                                                       | 網站                        |
| 2019年 | 8月16日 - 10月18日 | 用九柑仔店       | 10   | 張軒睿、莫允雯、林義雄、雷洪、龍劭華、黃西田、王滿嬌、侯彥西、陳禕倫、程雅晨、張文綺、吳朋奉、丁國琳 | 網站 （页面存档备份，存于） |

#### 週日偶像劇
| 年份   | 首播期間                | 劇名           | 集數 | 演員 | 網站                        |
| 2010年 | 1月31日 - 5月9日        | 星光下的童話   | 14   | 陳楚河、賴雅妍、李國毅、田中千繪、張沁妍、王彩樺、白雲、白吉勝、吳忠明、林昕陽、康祥                                 | 網站 （页面存档备份，存于） |
| 2010年 | 5月16日 - 8月15日       | 呼叫大明星     | 14   | 蔡卓妍、賀軍翔、周采詩、陳至愷、王耀慶、浩子、小甜甜、巴鈺、李晟、王凱、謝其文                                       | 網站 （页面存档备份，存于） |
| 2010年 | 8月22日 - 11月28日      | 愛∞無限        | 15   | 潘瑋柏、張榕容、林佑威、住谷念美、趙樹海、王夢麟、卜學亮、黃鐙輝、葛蕾、呂曼茵                                       | 網站                        |
| 2011年 | 4月10日 - 9月25日       | 飛行少年       | 25   | 王少偉、曾沛慈、宥勝、Linda、方茂煜、葛蕾、汪建民、柯雅馨、琇琴、林埈永、林孟瑾、藝鴒、班鐵翔                        | 網站 （页面存档备份，存于） |
| 2011年 | 10月2日 - 2012年1月8日  | 真心請按兩次鈴 | 15   | 張鈞甯、何潤東、修杰楷、曾珮瑜、房思瑜、那維勳、朱德剛、林美秀、鄧筠婷                                               | 網站 （页面存档备份，存于） |
| 2012年 | 1月29日 - 5月13日       | 粉愛粉愛你     | 16   | 李佳穎、藍正龍、周湯豪、白梓軒、毛弟、季芹、米可白、林逸欣、董至成、綠茶、唐琪、丁強、張兆志、吳宜霈                 | 網站 （页面存档备份，存于） |
| 2012年 | 5月20日 - 9月9日        | 給愛麗絲的奇蹟 | 15   | 炎亞綸、修杰楷、梁心頤、周采詩、楊貴媚、林立洋、夏如芝、向語潔、萱野可芳、吳震亞、隆宸翰、陳彥儒、林筱芸             | 網站 （页面存档备份，存于） |
| 2012年 | 9月30日 - 2013年2月17日 | 愛情睡醒了     | 40   | 邱澤、唐嫣、戚薇、徐正曦                                                                                             | 網站 （页面存档备份，存于） |
| 2013年 | 2月24日 - 5月19日       | K歌·情人·夢    | 13   | 范逸臣、許慧欣、張棟樑、蔡黃汝、藍鈞天、馬念先、王彩樺、周丹薇、黃子佼                                               | 網站 （页面存档备份，存于） |
| 2013年 | 6月9日 - 9月1日         | 我愛幸運七     | 13   | 豆花妹、辰亦儒、李㼈、趙駿亞、李相林、王道、李之勤、林嘉俐、楊銘威、陳為民、馬力歐、林欣蓓                           | 網站 （页面存档备份，存于） |
| 2014年 | 3月16日 - 7月6日        | A咖的路        | 16   | 夏于喬、吳慷仁、李政穎、雷瑟琳、林予晞                                                                               | 網站 （页面存档备份，存于） |
| 2019年 | 5月5日 - 7月28日        | 最佳利益       | 13   | 天心、鍾承翰、溫昇豪、夏靖庭、陶傳正、曾珮瑜、陳怡嘉、楊銘威、黃浩詠、程予希、王自強、蔣偉文、高山峰、邱彥翔、林筳諭 | 網站 （页面存档备份，存于） |
| 2019年 | 8月4日 - 9月1日         | 俗女養成記     | 10   | 謝盈萱、吳以涵、溫昇豪、楊麗音、夏靖庭、陳竹昇、琇琴、宋緯恩、藍葦華                                                 | 網站 （页面存档备份，存于） |

#### 其他時段
| 年份   | 首播期間               | 劇名                | 集數 | 演員 | 網站                        |
| 2010年 | 7月4日 - 2011年1月22日 | 天和局              | 32   | 劉燁、孫儷、楊冪、杜雨露、王奎榮、歸亞蕾、于荣光、趙文瑄                                                               |                             |
| 2010年 | 12月5日 - 2011年4月3日 | 花邊教主            | 18   | 布蕾克·萊芙莉、蕾頓·米絲特、柴斯·克勞福、潘·巴奇利、艾德·威斯維克、泰萊·麥遜                                           | 網站 （页面存档备份，存于） |
| 2011年 | 8月5日 - 9月30日       | 歡迎愛光臨          | 9    | 鄭元暢、李菲兒、裴蓓、孫堅、卜學亮、張珮瑩                                                                             | 網站 （页面存档备份，存于） |
| 2012年 | 1月27日 - 5月4日       | 溫柔的慈悲          | 15   | 李淑楨、王中平、黃騰浩、黃湘怡、李佳穎、胡安安、梁家榕、龍劭華、黃仲崑、徐貴櫻、謝聞軒、張明明、楊子姍                 | 網站 （页面存档备份，存于） |
| 2013年 | 9月8日 - 2014年3月2日  | 金牌老爸            | 26   | 屈中恆、方芳、戈偉如、卜學亮、姚黛瑋、陸一龍、范宸菲、黃安琪、陳家逵、林侑富、秦虹懿                                   | 網站 （页面存档备份，存于） |
| 2014年 | 3月5日 - 4月22日       | 水色嘉南            | 20   | 陳冠霖、侯湘婷、李淑楨、吳皓昇、胡利、王中皇                                                                           |                             |
| 2014年 | 6月13日 - 7月26日      | 茶頌                | 32   | 羅剛、王力可、杨紫彤、陳逸恆                                                                                           |                             |
| 2015年 | 1月1日 - 1月28日       | 薛丁山              | 40   | 吳樾、遲帥、樊少皇、傅淼、TAE、高昊                                                                                    |                             |
| 2015年 | 1月30日 - 4月4日       | 犀利仁師            | 44   | 吳奇隆、刘诗诗、叶祖新、吳映潔                                                                                         |                             |
| 2015年 | 5月2日 - 7月25日       | 一代新兵之八極少年  | 13   | 傅孟柏、邱品程、吳亞馨、陳尚澤、楊永維、范峻銘、席敬倫、邱子芯、馬傳欣、李冠儀、辜莞允、鄭茵聲、安唯綾、黃鐙輝、錢俞安 | 網站 （页面存档备份，存于） |
| 2016年 | 5月13日 - 7月22日      | 天下第一味（Part2） | 50   | 陳昭榮、周幼婷、葉全真、廖峻、狄鶯、石峰、徐貴櫻、趙永馨、陳霆、苗可麗、楊慶煌、連靜雯、王耀慶、謝麗金、林佑星         |                             |
| 2017年 | 7月16日 - 11月12日     | Doctors             | 18   | 朴信惠、金來沅、尹鈞相、李聖經                                                                                         | 網站 （页面存档备份，存于） |
| 2018年 | 10月1日 - 12月7日      | 阿爸的願望          | 45   | 廖峻、應采靈、吳申梅、黃文星、邱德洋、蔡昌憲、翁馨儀、談學斌、謝瓊煖、曾莞婷、王豪、嚴藝文、蕭景鴻、廖錦德、練昱廷     | 網站 （页面存档备份，存于） |

## 外部連結
- 華視全球資訊網 （页面存档备份，存于）
- 華視全球資訊網 - 節目表 （页面存档备份，存于）
- 華視全球資訊網 - 戲劇節目 （页面存档备份，存于）
- 華視全球資訊網 - 歷史節目資料庫 （页面存档备份，存于）
- 華視娛樂show的Facebook專頁
- YouTube上的華視戲劇頻道